# Nadine Klass
Nadine Klass (* 1975 in Ilmenau) ist eine deutsche Rechtswissenschaftlerin und Inhaberin des Lehrstuhls für Bürgerliches Recht, Recht des Geistigen Eigentums sowie deutsches und europäisches Verfahrensrecht an der Universität Mannheim. Von 2012 bis 2018 war sie stellvertretendes Mitglied des Verfassungsgerichtshofs für das Land Nordrhein-Westfalen.

## Werdegang
Nadine Klass studierte von 1994 bis 1999 Rechtswissenschaften an der Julius-Maximilians-Universität Würzburg und an der Universität Padua. Ihre Dissertation über „Rechtliche Grenzen des Realitätsfernsehens – Ein Beitrag zur Dogmatik des Menschenwürdeschutzes und des allgemeinen Persönlichkeitsrechts“ schloss sie 2003 ab. 2004 folgte das zweite Staatsexamen in München.
Anschließend war sie zunächst wissenschaftliche Mitarbeiterin und danach Assistentin von Josef Drexl an der Ludwig-Maximilians-Universität München, unterbrochen von einem LL.M.-Studium an der Victoria University of Wellington, bei dem sie eine Abschlussarbeit über „Choice of Law and Copyright Ownership“ anfertigte.
Von 2007 bis 2009 war Klass wissenschaftliche Referentin am Max-Planck-Institut für Geistiges Eigentum, Wettbewerbs- und Steuerrecht in München. Sie war Lehrbeauftragte im Recht des Geistigen Eigentums an der Ludwig-Maximilians-Universität München und Mitglied der European Max Planck Group for Conflict of Laws in Intellectual Property. 2009 nahm sie einen Ruf auf eine W3-Professur für Bürgerliches Recht und Wirtschaftsrecht, insbesondere Immaterialgüterrecht sowie Medienrecht an der Universität Siegen an.
2014 war Klass Visiting Research Fellow am Centre for Socio-Legal Studies der Universität Oxford sowie Member of the Senior Common Room am Lincoln College.
Seit April 2017 ist sie Inhaberin des Lehrstuhls für Bürgerliches Recht, Recht des Geistigen Eigentums sowie deutsches und europäisches Verfahrensrecht an der Universität Mannheim. Einen Ruf auf eine Universitätsprofessur für Innovation und Privatrecht (Institut für Innovation und Digitalisierung im Recht) an der Universität Wien lehnte sie im Dezember 2019 ab.
2012 wurde sie vom Landtag für eine sechsjährige Amtszeit zum stellvertretenden Mitglied des Verfassungsgerichtshofs für das Land Nordrhein-Westfalen gewählt. Nadine Klass war von den Fraktionen der SPD, CDU, der FDP und BÜNDNIS 90/DIE GRÜNEN vorgeschlagen worden.

## Forschung und Lehre
Nadine Klass veröffentlicht vor allem zum Medien- und Urheberrecht, dem Kollisionsrecht sowie der Rechtstatsachenforschung. Sie kommentiert das allgemeine Persönlichkeitsrecht im Erman'schen BGB-Kommentar.
An der Universität Siegen ist Klass Mitglied im Forschungskolleg „Zukunft menschlich gestalten“" und leitet den Schwerpunkt „Innovation und Entwicklung“. Seit 2015 ist sie Mitglied des Senats und seit 2016 Mitglied des Ethikrats der Universität Siegen und Mitglied der Forschergruppe „Populäre Kulturen“.
2012 erhielt Klass an der Universität Siegen den Preis der Fakultät III für die beste Lehre.
Bis 2019 beteiligt sich Klass gemeinsam mit Dagmar Hoffmann am Sonderforschungsbereich 1187 „Medien der Kooperation“ mit dem Projekt „Medienpraktiken und Urheberrecht – Soziale und juristische Rahmenbedingungen kooperativen und derivativen Werkschaffens im Netz“.

## Mitgliedschaften und Ämter (Auswahl)
- Seit Mai 2018 Vertrauensdozentin der Studienstiftung des deutschen Volkes[2]
- Seit November 2018 Mitglied des Vorstandes des Studienkreises für Presserecht und Pressefreiheit e.V.[2]
- Seit März 2020 Mitglied des wissenschaftlichen Beirates des Mainzer Medieninstitutes.[5]
- Mitglied des Vorstands und Co-Direktorin des Instituts für Urheber- und Medienrecht in München (IUM)

## Veröffentlichungen (Auswahl)
Nadine Klass ist Mitherausgeberin/Co-Schriftleiterin der Fachpublikationen Zeitschrift für Urheber- und Medienrecht (ZUM),  ZUM-Rechtsprechungsdienst und UFITA.
- Nadine Klass: Rechtliche Grenzen des Realitätsfernsehens. Ein Beitrag zur Dogmatik des Menschenwürdeschutzes und des allgemeinen Persönlichkeitsrechts. Mohr Siebeck, Tübingen 2004, ISBN 978-3-16-148363-9.
- Nadine Klass: Unterhaltung ohne Grenzen? Der Schutzbereich der Menschenwürde in den Programmgrundsätzen der Medienstaatsverträge. Vistas, Berlin 2011, ISBN 978-3-89158-554-2.
- Nadine Klass: Kreative Referenzkultur und Urheberrecht im globalen Wandel. In: Archiv für Medienrecht und Medienwissenschaft. Band 83 (1), 2019, Seite 7–12